# 秋巴因大屠殺
秋巴因大屠殺，是緬甸國防軍在2017年8月25日在緬甸若開邦的秋巴因村發生的屠殺當地羅興亞人的事件。同一天，若開羅興亞救世軍叛亂分子襲擊了孟加拉國-緬甸邊境的安全部隊。在人權觀察組織發表一份報告後，該事件首次引起關注，該報告詳細敘述了對倖存者的強姦和殺戮事件。

## 背景
羅興亞人是主要居住在緬甸若開邦北部地區少數民族，被描述為世界上受迫害最嚴重的少數民族之一。在現代，緬甸政府對羅興亞人的迫害可以追溯到20世紀70年代。從那以後，羅興亞人經常成為政府和民族主義佛教徒迫害的目標。緬甸軍政府過去經常利用該國各宗教團體之間的緊張關係分而治之。根據大赦國際的說法，羅興亞人自1978年以來一直遭受過去軍事獨裁統治下的侵犯人權，許多人因此逃往鄰國孟加拉國。2005年，聯合國難民事務高級專員協助從孟加拉國遣返羅興亞人，但關於難民營中侵犯人權的指控威脅到了這一努力。在2015年仍有140,000名羅興亞人留在緬甸境內流離失所者營地。
2017年8月25日，若開羅興亞救世軍反叛分子發動了對安全部隊的大規模襲擊，導致緬甸政府進行了新的“清理行動”，其中一次是在秋巴因村進行的。

## 大屠殺
據目擊者稱，2017年8月26日，在若開羅興亞救世軍於2017年8月25日發動攻擊後的第二天，緬甸安全部隊和當地的若開族對秋巴因村進行了掃蕩。在村莊遭到破壞之前，據稱安全部隊成員威脅並強姦羅興亞婦女，而羅興亞族男子則因為是若開羅興亞救世軍嫌疑人被殺害或被拘留。據報導，2017年9月死亡人數為130人。在2018年5月，秋巴因村暴力事件的最終死亡人數為358人。 2017年9月16日發布的衛星圖像顯示，秋巴因村已完全被燒毀。